# 魁北克15号高速公路
魁北克15号高速公路（Autoroute 15 ）是一条从美加边境一直到圣·阿加特·蒙镇（Sainte-Agathe-des-Monts）。魁北克15号高速公路全长163公里，在蒙特利尔岛内有4公里是和魁北克40号高速公路共同分享的。魁北克交通局把魁北克15号高速公路命名为劳伦高速公路（法语：autoroute des Laurentides），在蒙特利尔的地段叫做德坎利高速公路（法语：Autoroute Décarie）。魁北克15号高速公路起点为位于美加边境的87号洲际公路尽头，终点是高速公路是圣·阿加特·蒙镇。魁北克15号高速公路唯一一条南北方向完全横穿蒙特利尔的高速公路。